# Límicos
Os límicos (em latim limici) foram um povo galaico castrejo que habitou a região do rio Lima, na Galécia. O termo lim parece ser de origem indo-europeia, e pode significar "terreno alagadiço" ou "lodo".

## Localização geográfica

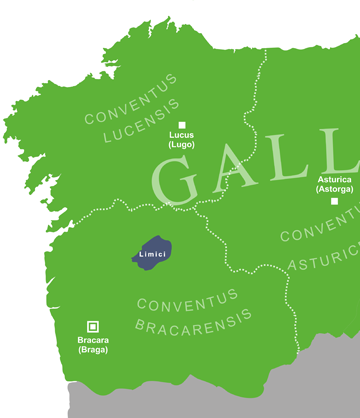
Área ocupada pelos Límicos